# Oltinkoʻl
Oltinkoʻl ist ein Dorf (qishloq) in der usbekischen Viloyat Andijon im Ferghanatal und Hauptort des gleichnamigen Bezirks.
Das Dorf liegt etwa 15 km westlich der Viloyathauptstadt Andijon. Westlich von Oltinkoʻl fließt der Arawansai vorbei und mündet in den Qoradaryo, der nördlich des Dorfs vorbeifließt.
Gemäß der Bevölkerungszählung 1989 hatte Oltinkoʻl 3697 Einwohner, einer Berechnung für 2001 zufolge betrug die Einwohnerzahl 6.500.